# Geraldine Fitzgerald
Geraldine Fitzgerald (24 de noviembre de 1913-17 de julio de 2005) fue una actriz teatral, cinematográfica y televisiva de origen irlandés nacionalizada estadounidense, y miembro del Salón de la Fama del Teatro Americano.

## Primeros años
Nacida en Greystones, Irlanda, al sur de Dublín, sus padres eran Edith Richards y Edward Fitzgerald, un abogado. Su padre era de religión católica, y su madre protestante convertida al catolicismo. Fitzgerald estudió pintura en la Dublin School of Art e, inspirada por su tía, la actriz y directora Shelah Richards, inició su carrera interpretativa en 1932. En un principio fue actriz teatral en Dublín antes de trasladarse a Londres, donde estudió pintura en la Polytechnic School of Art, y en donde entró en los Estudios Twickenham para hacer un pequeño papel en un film británico de 1934. Tras ello, rápidamente llegó a ser considerada como una de las más prometedoras actrices cinematográficas británicas, siendo su película de mayor éxito de ese período The Mill on the Floss (1937).

## Carrera

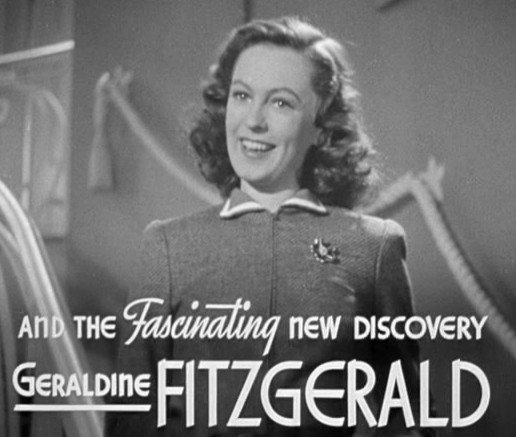
Amarga victoria (1939), una de las primeras actuaciones de Fitzgerald en EE. UU.

Su éxito la llevó a Estados Unidos, donde trabajó como actriz teatral en el circuito de Broadway en 1938. Mientras actuaba con Orson Welles en una producción de la compañía Mercury Theatre de la obra Heartbreak House, fue descubierta por el productor cinematográfico Hal B. Wallis, que le ofreció un contrato de siete años. Gracias a ello, en 1939 tuvo dos importantes actuaciones, una en Cumbres borrascosas, con el papel de Isabella Linton, que le valió la nominación al Óscar a la mejor actriz de reparto, y otra en Amarga victoria, consiguiendo ambas cintas un gran resultado en taquilla.
Posteriormente actuó en Shining Victory (1941) y Watch on the Rhine (1943), ambas de Warner Bros., y Wilson (1944), para 20th Century Fox. Sin embargo, su carrera se vio obstaculizada por sus frecuentes conflictos con la dirección del estudio, que finalizaban con la suspensión de rodajes. Así, perdió el papel de 'Brigid O'Shaughnessy', la malvada de El halcón maltés a causa de su enfrentamiento con Jack Warner. Aunque siguió trabajando con regularidad en la década de 1940, la calidad de sus papeles disminuyó y su carrera empezó a perder impulso. 
Durante los años de la Segunda Guerra Mundial se nacionalizó estadounidense en señal de solidaridad con su país adoptivo. En 1946, poco después de completar Three Strangers, dejó Hollywood para volver a la ciudad de Nueva York, donde se casó con su segundo marido, Stuart Scheftel, nieto de Isidor Straus. En 1948 viajó al Reino Unido para actuar en So Evil My Love, consiguiendo críticas positivas por su papel de alcohólica adúltera, y en  1951 trabajó en The Late Edwina Black antes de viajar de nuevo a Estados Unidos.
La década de 1950 no fue para Fitzgerald pródiga en oportunidades cinematográficas, pero en los años sesenta se confirmó como actriz de carácter, disfrutando su carrera de un resurgir. Entre sus filmes de éxito de ese período figuran Ten North Frederick (1958), The Pawnbroker (1964) y Raquel, Raquel (1968). Entre sus otras películas se incluyen The Mango Tree (1977, por la cual recibió la nominación a la mejor actriz por parte del Instituto de Cine Australiano), Arthur (1981), Poltergeist II: El otro lado (1986) y Arthur 2: On the Rocks (1988).
A partir de la década de 1940 Fitzgerald incrementó su actividad teatral, y en 1971 se ganó el favor de la crítica por su trabajo en Long Day's Journey Into Night. También tuvo éxito como directora teatral, siendo una de las primeras mujeres en ser nominadas al Premio Tony a la mejor dirección, en su caso por el trabajo llevado a cabo en 1982 en Mass Appeal.
Fitzgerald también trabajó con frecuencia en la televisión, actuando en programas como Alfred Hitchcock Presents, Robert Montgomery Presents, Naked City, St. Elsewhere y Cagney and Lacey. En 1983 fue Rose Kennedy en la miniserie Kennedy. En 1986 Fitzgerald trabajó con Tuesday Weld y River Phoenix en el alabado telefilm de la CBS Circle of Violence: A Family Drama, y en 1987 encarnó al personaje del título en Mabel and Max, producción televisiva de Barbra Streisand. Además, fue nominada a un premio Emmy por su papel de Anna en un episodio de The Golden Girls de 1988 y ganó un Daytime Emmy por su actuación en el capítulo 'Rodeo Red and the Runaways' de NBC Special Treat.
En 1976 inició un período como cantante de cabaret en el show Streetsongs, el cual se representó tres temporadas en Broadway y que fue objeto de un especial televisivo del Public Broadcasting Service.
Por su trabajo televisivo, a Geraldine Fitzgerald se le concedió una estrella en el Paseo de la Fama de Hollywood, en el 6353 de Hollywood Boulevard.

## Vida personal
Fitzgerald fue madre del director Michael Lindsay-Hogg (Let It Be y Retorno a Brideshead), fruto de su matrimonio con Sir Edward Lindsay-Hogg. Su segundo marido fue Stuart Scheftel, nieto del copropietario de Macy's y víctima del hundimiento del Titanic Isidor Straus. La pareja tuvo una hija, Susan Scheftel. 
El parecido de su hijo con Orson Welles, con quien Fitzgerald había trabajado y con el que había mantenido una relación sentimental en los últimos años treinta, llevó a rumorear que su verdadero padre era Welles. En su autobiografía de 2011, Lindsay-Hogg afirmaba que Welles había reconocido ser su padre. Fitzgerald fue tía abuela de la actriz Tara FitzGerald y prima del novelista británico Nevil Shute.
Geraldine Fitzgerald falleció en 2005 en Nueva York a causa de una enfermedad de Alzheimer. Tenía 91 años de edad. Fue enterrada en el Cementerio Woodlawn, en el Bronx, Nueva York.

## Selección de su filmografía
- Blind Justice (1934)
- Open All Night (1934)
- Department Store (1935)
- The Ace of Spades (1935)
- Debt of Honour (1936)
- The Mill on the Floss (1937)
- Cumbres borrascosas (1939)
- Amarga victoria (1939)
- 'Til We Meet Again (1940)
- The Gay Sisters (1942)
- Watch on the Rhine (1943)
- Wilson (1944)
- The Strange Affair of Uncle Harry (1945)
- Nobody Lives Forever (1946)
- Arthur (1981)
- Easy Money (1983)
- Kennedy (1983, miniserie)
- Poltergeist II: El otro lado (1986)
- Arthur 2: On the Rocks (1988)

## Premios y distinciones
Premios Óscar
| Año  | Categoría               | Película            | Resultado |
| ---- | ----------------------- | ------------------- | --------- |
| 1940 | Mejor actriz de reparto | Cumbres borrascosas | Nominada  |